# Sam Zell
Samuel Zell (nato Shmuel Zielonka; Chicago, 28 settembre 1941 – 18 maggio 2023) è stato un imprenditore e investitore immobiliare statunitense, miliardario, chiamato il "re del mattone" e, per un breve periodo, anche  editore. È stato cofondatore e presidente della società di investimento Equity Group Investments, LLC, con tre filiali: Equity Residential (grande proprietario di appartamenti negli Stati Uniti), Equity Office Properties (grande proprietario di uffici) e Manufactured Home Communities, il più grande proprietario di parcheggi per roulotte. Nel 2007 ottenne per 8,2 miliardi di dollari il controllo della società editoriale Tribune Company (proprietario del Chicago Tribune, del Los Angeles Times, del Baltimore Sun e di altri giornali) e della squadra di baseball del Chicago Cubs. L'avventura editoriale finì rapidamente, nel dicembre 2008, con il più grande fallimento nella storia dell'industria dei media americana.
Nel dicembre 2019, Zell venne elencato dal Bloomberg Billionaires Index come la 404a persona più ricca del mondo con un patrimonio personale di circa 5,17 miliardi di dollari. Secondo Forbes, nel 2023 il suo patrimonio era di 5,2 miliardi di dollari.

## Biografia
Zell nacque il 28 settembre 1941 a Chicago. I suoi genitori, Ruchla (poi Rochelle)  e Berek (poi Bernard) Zielonka, erano ebrei immigrati dalla Polonia quattro mesi prima della sua nascita per sfuggire all'invasione della Polonia da parte dei nazisti.  In Polonia, suo padre era un commerciante di grano. Emigrarono negli Stati Uniti con la loro giovane figlia, Leah, attraverso la Russia e Tokyo, fingendo di essere turisti al Balletto Bol'šoj per non farsi notare. Si trasferirono poi da Seattle ad Albany Park, Chicago, dove suo padre divenne un gioielliere all'ingrosso che fece anche investimenti di successo nel settore immobiliare e nel mercato azionario. In terza media, Zell scattò delle foto al ballo di fine anno e le vendette. In seguito acquistò le riviste Playboy nel centro di Chicago e le rivendette ai suoi compagni di classe della scuola ebraica con un margine del 200%. Quando aveva dodici anni, la famiglia si trasferì a Highland Park, in Illinois, dove si diplomò alla Highland Park High School. Nel 1966, Zell si laureò in giurisprudenza all'Università del Michigan.
Mentre era all'università, Zell gestì un condominio di 15 unità in cambio di vitto e alloggio gratuiti. Al momento della laurea, gestiva diverse proprietà e guadagnava 150 000 dollari. Insieme all'amico Robert H. Lurie, si aggiudicò il contratto con un proprietario di un grande appartamento ad Ann Arbor. A quel punto, lui e Lurie gestivano oltre 4 000 appartamenti e possedevano 100-200 unità a titolo definitivo. Dopo l'università, vendette la sua partecipazione nella società di gestione a Lurie e si trasferì a Chicago.

### Investimenti immobiliari
Dopo la laurea, Zell lavorò come avvocato per una settimana prima di decidere che la professione legale non faceva per lui. Con il finanziamento di uno dei soci senior, Zell acquistò un condominio di 99 unità a Toledo. Nel 1967 acquistò un redditizio complesso di appartamenti a Reno, in Nevada, trascorrendo in seguito molto tempo a Reno, definendolo un "gioiello nascosto" dal punto di vista degli investimenti immobiliari. Nel 1969 fu presentato a Jay Pritzker, che gli fornì i finanziamenti.  Acquistò le Arlington Towers, allora l'edificio più alto di Reno, per 9 milioni di dollari. Per convincere i proprietari a vendere, il cognato di Zell concepì transazioni offshore, la cui legalità fu descritta come "oscura", per proteggere i venditori dalla responsabilità fiscale; Zell raggiunse un accordo con l'Internal Revenue Service per evitare il processo in cambio della sua testimonianza mentre il cognato di Zell ha scontato 2 anni di prigione.
Nel 1968, Zell fondò il predecessore di Equity Residential e un anno dopo fu raggiunto dal suo ex socio, Robert H. Lurie. Lurie morì di cancro nel 1990 all'età di 48 anni. Durante la recessione dei primi anni '90, Zell garantì personalmente prestiti per 600 milioni di dollari e lavorava 80 ore settimanali per risolverli. Cercò quindi di coinvolgere più investitori per distribuire il rischio. Nell'agosto 1993, dopo aver acquisito un ampio portafoglio da Barry Sternlicht in cambio di una partecipazione del 20% nella società, tramite un'offerta pubblica iniziale fece diventare la società una società per azioni. A quel tempo, la società possedeva 22.000 appartamenti.
Nel 1976, Zell fondò il predecessore di EQ Office per investire in edifici adibiti ad uffici. Nel 1988, co-fondò il primo dei quattro Zell/Merrill Lynch Real Estate Opportunity Partners Funds; questi furono consolidati in EQ Office nel 1997. Nel 2006, The Blackstone Group acquisì la società per 36 miliardi di dollari nella più grande acquisizione con leva finanziaria della storia dell'epoca, vendendo poi il portafoglio in pezzi; sia Zell che Blackstone ebbero un tempismo impeccabile, vendendo poco prima della crisi finanziaria del 2007-2008.
Nel 1984, Zell fondò Equity Lifestyle Properties. Possiede più di 400 parcheggi per roulotte o parcheggi per case mobili.

### Investimenti in difficoltà
Nel 1985, Zell acquisì Itel Corporation, una società diversificata di trasporti e logistica, poco dopo essere uscita dalla bancarotta. Nel 1986, rilevò Anixter, una società statunitense con sede a Glenview, in Illinois,  che fornisce beni e servizi per applicazioni di comunicazione, sicurezza, networking, audiovisivi e controllo industriale. L'ha poi venduta nel 2020. Nel 2004, comprò da un fallimento Covanta, società  con sede a Morristown, nel New Jersey, specializzata nei servizi di gestione dell'energia dai rifiuti e dei rifiuti industriali.

#### Zell/Chilmark
Nel 1991, in collaborazione con Chilmark Partners, Zell fondò Zell/Chilmark, un fondo di investimento da 1 miliardo di dollari, per investire in titoli in difficoltà. Quell'anno, acquisì 550 milioni di dollari in obbligazioni spazzatura e rivendicazioni di fornitori contro i negozi Carter Hawley, la società madre di Broadway Stores, assumendone infine il controllo; fu venduto a Federated Stores (ora Macy's, Inc.) nel 1995. Nel 1992, entrò con una partecipazione in Jacor, un gruppo radiofonico con una stazione televisiva, che fu poi venduto nel 1998 a Clear Channel Communications. il fondo investì 250 milioni di dollari nel drugstore Revco, allora in bancarotta; ricevette 363,8 milioni di dollari per la sua quota quando Rite Aid acquisì il marchio nel 1995.  Rilevò la Schwinn Bicycle Company dal fallimento per 60 milioni di dollari nel 1993; fu venduta per 86 milioni di dollari nel 1997.  Comprò quindi la società energetica Santa Fe Energy Resources nel 1993. Acquisì anche la società di materassi Sealy Corporation.  Nel 1994, investì 25 milioni di dollari nella Midway Airlines per una quota del 90%.

#### Tribune Media
Nel dicembre 2007, in un buyout con leva finanziaria, Zell prese il controllo di Tribune Media, proprietario del Chicago Tribune, The Baltimore Sun, Newsday, The Hartford Courant e altri giornali, nonché Chicago Cubs e Wrigley Field. Per l’acquisizione da 8,2 miliardi di dollari, Zell investì solo 315 milioni di dollari del proprio denaro, tutti sotto forma di debito.
Con una decisione aspramente criticata dai dipendenti, Zell incaricò Randy Michaels, un ex dirigente radiofonico e disc jockey senza esperienza con i giornali, di occuparsi del gruppo. Michaels avrebbe invece creato un luogo di lavoro e una cultura ostili che promuovevano molestie e umiliazione sessuale, con i dirigenti che discutevano apertamente della "idoneità sessuale" dei dipendenti in ufficio. Supervisionò anche 4.200 licenziamenti, offrendo bonus ai dirigenti e organizzando sontuose feste con birra e poker nell'ufficio dell'ex editore Robert R. McCormick, a lungo considerato un santuario. Michaels si dimise nell'ottobre 2010.
Nel dicembre 2008, meno di un anno dopo l'acquisizione della società da parte di Zell, a causa dell'aumento del debito e degli effetti della Grande Recessione, la società dichiarò il più grande fallimento nella storia dell'industria dei media americana, quotando 7,6 miliardi di dollari di asset a fronte di un debito di 13 miliardi di dollari.
Nel gennaio 2009, come parte della riorganizzazione fallimentare, Zell vendette i Chicago Cubs, il Wrigley Field e la partecipazione del 25% in Comcast SportsNet Chicago a Joe Ricketts e famiglia per 900 milioni di dollari. Zell cedette il controllo di Tribune dopo la sua uscita dalla bancarotta nel dicembre 2012.
Nel 2019, Zell e altri ex dirigenti di Tribune pagarono 200 milioni di dollari per risolvere le accuse di frode per presunti dividendi "illegali" e trasferimenti fraudolenti come parte dell'acquisizione di Tribune, dalla quale i dirigenti ricevettero 107 milioni di dollari.

## Morte
Zell morì il 18 maggio 2023, all'età di 81 anni, dopo una breve malattia.

## Vita privata
Zell si sposò tre volte e divorziò due volte; ebbe un figlio (Matthew) e una figlia (JoAnn), dal suo primo matrimonio; una figlia adottiva (Kellie) dal suo secondo matrimonio. Il suo secondo matrimonio iniziò nel 1979 e terminò nel 1994. La sua terza moglie era Helen (nata Herzog) Fadim Zell.  
Zell era un appassionato motociclista. Guidava spesso la sua Ducati per andare al lavoro ad alta velocità e una volta guidò una motocicletta a 145 miglia all'ora (233 km/h) attraverso la pampa. Ha formato gli Zell's Angels, un gruppo composto principalmente da magnati degli affari che guidavano motociclette in tutto il mondo. Zell era anche uno sciatore, un giocatore di racquetball, un appassionato di paintball.
Zell aveva case a Chicago, Sun Valley, e Malibu. La villa di Malibu, progettata da John Lautner, fu acquistata nel 1998  per 13 milioni di dollari.
Nel maggio 2017, il libro di Zell, Am I Being Too Subtle?: Straight Talk From a Business Rebel, che descrive in dettaglio la sua filosofia aziendale sulla ricerca di opportunità di business e di investimento ovunque, è stato pubblicato da Portfolio.

## Premi e riconoscimenti
- 1987 - Premio Targa d'Oro dell'Academy of Achievement[34]
- 1999 - Hall of Fame della Chicago Association of Realtors[35]
- 2007 - Premio Kellogg per la leadership distinta[36]

## Opere
- Am I Being Too Subtle?: Straight Talk From a Business Rebel, 2017 ISBN  978-1591848233
- The Grave Dancer: A Guide to The Risky Art of Resurrecting Dead Properties, Real Estate Review, 1982[37]
- Pension Fund Perils in Real Estate, Real Estate Review, primavera 1975[38]